# Йованович, Мария
Мария Йованович (черног. Марија Јовановић / Marija Jovanović; род. 26 декабря 1985, Титоград) — черногорская гандболистка, левая крайняя. Серебряный призёр Олимпийских игр 2012, чемпионка Европы 2012 в составе сборной Черногории.

## Карьера

### Клубная
Воспитанница школы клуба «Медицинар» (Шабац). В октябре 2005 года перешла в клуб «Будучност» из Подгорицы, дебютировав в чемпионате Сербии и Черногории. В составе черногорского клуба выигрывала чемпионат и Кубок Черногории с 2006 по 2010 годы, в 2006 и 2010 годах выигрывала Кубки обладателей Кубков. Летом 2011 года перешла в румынский клуб «Ольчим Рамницу Вальча», с которым в 2012 году выиграла чемпионат и Кубок Румынии. В сезоне 2013/14 выступала в чемпионате России за гандбольный клуб «Астраханочка».

### В сборной
В сборной провела 132 игры и забила 507 голов. Серебряный призёр летних Олимпийских игр 2012 года, чемпионка Европы 2012 года.